# Tükröm, tükröm (film, 2012)
A Tükröm, tükröm (Mirror Mirror) egy 2012-es romantikus fantasyfilm és kalandfilm Tarsem Singh rendezésében. A produkciót egy Oscar-díjra jelölték a legjobb jelmeztervekért, amit a japán Isioka Eiko készített. Ez volt Isioka utolsó műve.

## Cselekmény
|  | Alább a cselekmény részletei következnek! |

Hófehérke elözvegyült édesapja újranősül, és a királyság legszebb asszonyát, Clementiannát választja királynőjéül, aki egy gonosz boszorkány. A király egy nap eltűnik az erdőben, az uralmat pedig a királynő veszi át. Hófehérkét a palotában tartja, és eltelik tíz év. Hófehérke a születésnapján látni kívánja birodalmát, ezért a királynő parancsát megszegve az erdőnek veszi az irányt. Ott összetalálkozik Alcott herceggel és kísérőjével, akiket helyben hagytak a banditák, és segít nekik kimászni a csapdából. A herceg és Hófehérke tetszenek egymásnak, de útjaik elválnak.
Hófehérke a városba érve megrendül, amikor a népének nyomorúságát látja. Ezalatt a herceg menedéket kér a királynőtől, aki elhatározza, hogy meghódítja magának a vagyonos fiatalembert, ugyanis elszórta a királyság összes pénzét. Még aznap bált rendez a férfi tiszteletére, amit a városra kimért újabb adókból kíván finanszírozni. Hófehérke besurran a bálra, és a herceg segítségét próbálja kérni, de a királynő észreveszi, miben sántikál. Megparancsolja segédének, Brightonnak, hogy vigye Hófehérkét az erdőbe, és ölje meg. Brightonnak viszont az inába száll a bátorsága, ugyanis szóbeszédek járnak egy szörnyetegről, ami az erdőben bujkál. Elengedi a hercegnőt, majd mindketten futásnak erednek, de az ellenkező irányba.
Hófehérke így talál rá a hét törpe kunyhójára, akik rablásból tartják el magukat, mióta a királynő minden csúf lényt száműzetett a városból. Ők rabolták ki Alcott herceget is, most pedig az adózott pénzt kaparintották meg a királynő elől. Hófehérke visszaadja azt a városlakóknak, és a törpéket hirdeti ki a megmentőjüknek, akik így újra elnyerik a lakosok bizalmát. Eközben a királynő azt hiszi, Hófehérke halott, amit a herceggel is tudat. Alcott herceg az ellopott adó hírére a banditák után veti magát, és a nagyon is élő Hófehérkével találja magát szemben, akit szintén meglep, hogy a herceg a királynőt pártolja. Hófehérke legyőzi a herceget párbajban, aki hírét adja a királynőnek, hogy Hófehérke a banditák oldalára állt.
A királynő fekete mágiát használva létrehoz egy bájitalt, amivel magába bolondítja a herceget, és ráveszi, hogy feleségül vegye. A törpékre két óriási fabábut küld, amiket csak úgy tudnak legyőzni, hogy Hófehérke elvágja az őket mozgató zsinórokat. Mikor megtudja, hogy a herceg házasodni készül, elrabolják a ceremónia elől, és Hófehérke megcsókolva a herceget megtöri a varázslatot. A királynő maga indul Hófehérke után, és ráküldi az erdőben rejtőző szörnyet. Hófehérke alulmarad a küzdelemben, de a szörny habozik végezni a lánnyal. Hófehérke felfedezi, hogy ugyanazt a félhold alakú medált viseli, mint a királynő, és elszakítja a láncot. A szörnyeteg az édesapjává változik, akinek semmi emléke nincs az elmúlt tíz évről. A királynő a mágiájának az árát megfizetve elveszti fiatalságát.
Alcott herceg elnyeri Hófehérke kezét, és a házasságuk napján a királyság minden lakója együtt ünnepel. Hófehérkét ajándékokkal halmozzák el, mígnem egy koldusnő egy almát kínál fel neki. Hófehérke majdnem beleharap, amikor rájön, hogy a királynő áll vele szemben. Tőrével egy szeletet ad neki az almából, és ráveszi, hogy elismerje végső vereségét. A királynő ezt belátja, majd a szeletet elfogyasztva szétporlad. Az ünnepsereg egy dalban tör ki, és újra mindenki táncol és énekel, mint a régi szép időkben.
|  | Itt a vége a cselekmény részletezésének! |

## Szereplők
| Színész             | Szerep                | Magyar hangja    |
| ------------------- | --------------------- | ---------------- |
| Julia Roberts       | Clementianna királynő | Tóth Enikő       |
| Lily Collins        | Hófehérke             | Tompos Kátya     |
| Armie Hammer        | Alcott herceg         | Makranczi Zalán  |
| Nathan Lane         | Brighton              | Törköly Levente  |
| Martin Klebba       | Hentes                | Scherer Péter    |
| Jordan Prentice     | Napóleon              | Nagypál Gábor    |
| Mark Povinelli      | Fél Pint              | Anger Zsolt      |
| Joe Gnoffo          | Flamó                 | Dévai Balázs     |
| Danny Woodburn      | Grimm                 | Kardos Róbert    |
| Sebastian Saraceno  | Farkas                | n.a              |
| Ronald Lee Clark    | Vigyori               | n.a              |
| Robert Emms         | Charles Renbock       | Kovács Lehel     |
| Mare Winningham     | Margaret, a pék       | Csere Ágnes      |
| Michael Lerner      | a báró                | Cs. Németh Lajos |
| Sean Bean           | a király              | Jakab Csaba      |
| Lisa Roberts Gillan | a királynő tükörképe  | Tóth Enikő       |

## Fontosabb díjak és jelölések
- Oscar-díj a legjobb jelmeztervezésért: Isioka Eiko (jelölés)